# Teodor Abbas
Teodor Abbas (en llatí Theodorus abbas et philosophus, en grec Θεόδωρος) fou un eclesiàstic, probablement abat, i filòsof grec de l'època romana d'Orient, de finals del segle vi i començament del segle vii.
Se suposa que de la seva obra es van agafar part dels materials utilitzats per Lleonci de Constantinoble quan va escriure De Sectis.